# 藤原清経
藤原 清経（ふじわら の きよつね）は、平安時代前期の公卿。藤原北家、権中納言・藤原長良の六男。官位は従三位・参議。

## 経歴
衛門少尉・大尉を経て、貞観11年（869年）従五位下に叙爵し、甥に当たる皇太子・貞明親王の春宮大進に任ぜられた。貞観18年（877年）の貞明親王の即位（陽成天皇）後まもなく、従五位上・右近衛権少将次いで左近衛権少将に叙任される。陽成朝では近衛少将に蔵人を兼ねて天皇の身近に仕え、この間元慶6年（882年）正五位下に叙せられている。
光孝朝から宇多朝にかけても引き続き左近衛少将・右近衛中将と武官を務め、仁和2年（886年）従四位下、寛平6年（894年）従四位上に昇叙されている。
寛平9年（897年）醍醐天皇の即位後しばらくして右兵衛督に転じ、昌泰3年（900年）には先に参議となっていた甥・忠平の譲りにより参議に任ぜられ公卿に列している。延喜4年（904年）正四位下。
延喜15年（915年）正月に従三位に昇るが、同年5月22日薨去。享年70。最終官位は参議従三位行右衛門督。

## 官歴
- 貞観8年（866年）正月13日：右衛門少尉
- 貞観9年（867年） 正月12日：右衛門大尉
- 貞観11年（869年） 正月7日：従五位下（この時の官職は左衛門大尉[2]）。2月11日：春宮大進
- 貞観18年（876年[注釈 2]） 12月27日：右近衛権少将。
- 貞観19年（877年） 正月3日[3]：従五位上。正月15日：左近衛権少将。4月19日：宣旨衣服禁色（蔵人任官か）
- 元慶2年（878年） 正月11日：兼播磨介
- 元慶5年（881年） 3月8日：左近衛少将。7月16日：兼備中守
- 元慶6年（882年） 正月7日：正五位下
- 元慶7年（883年） 2月14日：兼讃岐介
- 仁和2年（886年） 正月7日：従四位下
- 仁和3年（887年） 2月2日：兼周防権守
- 寛平3年（891年） 4月11日：右近衛中将
- 寛平4年（892年） 正月23日：兼伊予権守
- 寛平6年（894年） 正月7日：従四位上
- 寛平9年（897年） 正月11日：兼備中守。5月25日：兼太皇太后宮大夫（太皇太后：藤原明子）。12月13日：兼右兵衛督
- 昌泰3年（900年） 2月20日：参議。5月：太皇大后宮大夫辞任
- 延喜元年（901年）頃：兼播磨権守
- 延喜4年（904年） 正月7日：正四位下
- 延喜8年（908年） 正月12日：兼右衛門督
- 延喜9年（909年） 4月22日：兼備前権守
- 延喜14年（914年） 正月12日：兼讃岐守
- 延喜15年（915年） 正月7日：従三位。5月22日：薨去

## 系譜
- 父：藤原長良
- 母：藤原乙春 - 藤原総継の娘
- 妻：藤原栄子（清経の同母妹）[要出典] - 従三位
  - 三男：藤原元名（885-965）
- 妻：藤原貞守の娘
  - 男子：藤原元善
  - 男子：藤原元忠